# Helocarpon crassipes
Helocarpon crassipes är en lavart som beskrevs av Theodor 'Thore' Magnus Fries. Helocarpon crassipes ingår i släktet Helocarpon, klassen Lecanoromycetes, divisionen sporsäcksvampar och riket svampar. Arten är reproducerande i Sverige.